# Ericameria martirensis
Ericameria martirensis là một loài thực vật có hoa trong họ Cúc. Loài này được Wiggins mô tả khoa học đầu tiên năm 1933.